# Hesperi (romà)
Hesperi (en llatí Hesperius o Decimius Hilarianus Hesperius) era fill del poeta Ausoni i de Attúsia Lucana Sabina. No se sap l'any del seu naixement.

## Biografia
Va perdre la seva mare encara molt jove i Ausoni va tenir cura de la seva educació. Va escriure els Fasti per ús del seu fill, i també un catàleg mètric sobre els primers dotze cèsars. Hesperi va rebre de l'emperador Gracià que havia estat deixeble del seu pare, el càrrec de procònsol a Àfrica l'any 376, que va exercir un temps indeterminat. També va ser un dels nomenats per investigar les accions del comte Romà, junt amb Flavià, vicari d'Àfrica.
Després va ser prefecte del pretori juntament amb el seu pare, segons Valesius a les Gàl·lies. Gothofred pensa que eren prefectes d'una part de l'Imperi Romà d'Occident, amb Il·líria, Gàl·lia i Itàlia i creu que Hesperi va residir normalment a Itàlia (a Mediolanum, capital del prefecte del pretori, com potser confirmen unes cartes intercanviades amb Símmac) i el seu pare a la Gàl·lia. Altres pensen que Ausoni va ser primer ell tot sol prefecte a Itàlia i després, amb el fill, a la Gàl·lia.
L'any 384 un comes Hesperius, aparentment el fill d'Ausoni, va ser enviat per l'emperador Valentinià II a Roma, per decidir sobre la innocència del seu amic Simmac, amb relació a certes acusacions injustes. Després no torna a ser mencionat.
Va deixar almenys tres fills, entre els quals Paulí el Penitent i Pastor, que va morir jove, i del que parla el seu avi Ausoni al llibre Parentalia.